# Lux Böblinger

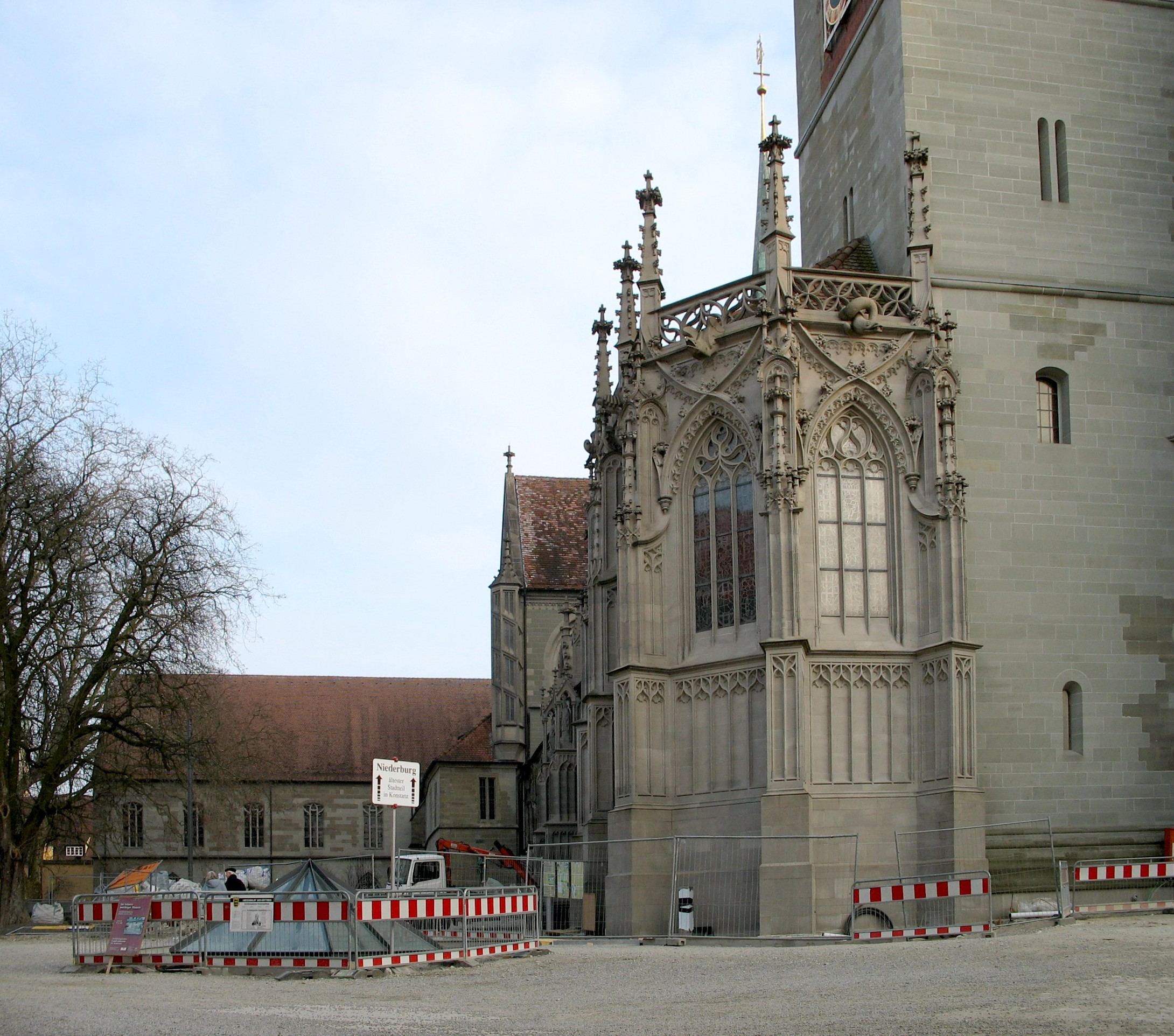
Von Lux Böblinger ausgeführte sogenannte Welserkapelle am Konstanzer Münster. Der Bauschmuck stammt teilweise aus dem 19. und 20. Jahrhundert.

Lux Böblinger, auch Lukas oder Lucas, (* unbekannt; † 1504 in Konstanz) war Steinmetz und Baumeister. Er gehörte zur schwäbischen Baumeisterfamilie der Böblinger.
Im Jahre 1485 arbeitete Lux Böblinger an der Esslinger Frauenkirche unter Matthäus Böblinger, seinem Bruder, und mit dem Steinmetz Stefan Waid zusammen. Ab 1487 war er Werkmeister des Konstanzer Münsters. Unter ihm entstand die dekorative Welserkapelle (1490–1502) am Nordturm des Konstanzer Münsters. Im Auftrag von Bischof Hugo von Hohenlandenberg legte Böblinger 1497 den Grundstein zum Mittelturm, der die Fassade zum monumentalen Westturmblock nach dem Vorbild des Straßburger Münsters ergänzen sollte; der Mittelturm wurde jedoch ebenso wie der Süd- und der Nordturm nie nach den mittelalterlichen Plänen vollendet.
| Personendaten    | Personendaten                      |
| ---------------- | ---------------------------------- |
| NAME             | Böblinger, Lux                     |
| ALTERNATIVNAMEN  | Böblinger, Lukas; Böblinger, Lucas |
| KURZBESCHREIBUNG | deutscher Baumeister               |
| GEBURTSDATUM     | 15. Jahrhundert                    |
| STERBEDATUM      | 1504                               |
| STERBEORT        | Konstanz                           |